# Wiczlinski

Wappen der Wiczlinski (Lis)

Wiczlinski ist der Name eines preußischen bzw. polnischen Adelsgeschlechts mit dem Wappenstamm der Lis.  Es war im frühen 19. Jahrhundert noch in Westpreußen begütert. Namensträger gibt es noch heute.
Der Wappenschild zeigt auf rotem Grund ein silbernes Pfeileisen, dessen Stiel mit zwei gekürzten Querbalken belegt ist. Auf der gekrönten Helmzier sitzt ein wachsender roter Wolf. Die Helmdecken sind in Rot und Silber.